# Have You Ever Been (To Electric Ladyland)
Have You Ever Been (To Electric Ladyland) è una canzone della band rock The Jimi Hendrix Experience inserita nel loro terzo album Electric Ladyland. Scritta e prodotta dal cantante e chitarrista del gruppo Jimi Hendrix (che nella canzone suona anche il basso). La canzone venne registrata nell'aprile del 1968 a New York.

## Il brano

### Registrazione e produzione
Il nastro master della traccia venne prodotto allo studio Record Plant di New York nel maggio o giugno 1968, con Hendrix alla chitarra, al basso, e alla voce, e Mitch Mitchell alle percussioni. Come per il resto dell'album, la produzione discografica venne curata da Hendrix stesso, coadiuvato dall'ingegnere del suono Eddie Kramer e dal proprietario dello studio Gary Kellgren. Il missaggio fu effettuato al Record Plant il 7 luglio.
Una versione strumentale alternativa, – intitolata Electric Lady Land – venne anch'essa incisa (una delle sette take della canzone incise) ai Record Plant il 14 giugno 1968 da Hendrix e dal batterista della Band of Gypsys Buddy Miles (sebbene il suo contributo fu poi rimosso dall'incisione). Tale traccia venne pubblicata dalla Polydor Records nel 1974 nell'album postumo  Loose Ends, prodotto da John Jansen.

### Composizione e testo
Nel libro Jimi Hendrix: Electric Gypsy, gli autori Harry Shapiro e Caesar Glebbeek descrivono Electric Ladyland come un "magical mystery tour nello spirito di Spanish Castle Magic, Burning of the Midnight Lamp, e The Stars That Play with Laughing Sam's Dice, per poi paragonarne gli accordi ad un'altra famosa traccia di Axis: Bold as Love, Little Wing. Il testo della canzone si è detto si ispiri alla ben nota "promiscuità" di Hendrix con le donne, che lui chiamava "Electric Ladies", con nello specifico Devon Wilson (una nota groupie degli anni sessanta) menzionata come diretta ispiratrice delle parole del testo. Scrivendo sul sito AllMusic, Matthew Greenwald ha proposto che il brano risenta di influenze soul e sia debitore nei confronti del musicista Curtis Mayfield.

## Formazione
The Jimi Hendrix Experience
- Jimi Hendrix  voce, chitarra, basso, produzione
- Mitch Mitchell batteria

Altro personale
- Gary Kellgren